# Producción audiovisual
Producción audiovisual es la producción de contenidos para medios de comunicación audiovisuales; especialmente la fotografía, el video, el cine y la televisión; independientemente del soporte utilizado (film, cámara de video, vídeo, vídeo digital, satélite, fibra óptica) y del género (ficción, documental, publicidad, relaciones públicas, etcétera).
En relación con la creación audiovisual, la producción audiovisual es el resultado de la combinación de varias necesidades: industriales, comerciales, de entretenimiento, culturales o artísticas. Tras todas estas necesidades existe siempre, a partes iguales en lo que a importancia se realiza, una inversión de capital, una mezcla de trabajo y recursos técnicos y un plan organizativo. Es a esta planificación a la que se conoce, tanto en el mundo de la industria cinematográfica como en el de la industria televisiva, como producción audiovisual. Debido a la importancia del proceso de producción, el modo de organizarlo será primordial para el éxito o fracaso de la obra. En referencia a la producción, las diferencias entre la empresa audiovisual y empresas que actúan en otros sectores son mínimas.

## Miembros del equipo de negociación
No hay un equipo de producción predeterminado, ya que serán los presupuestos quienes determinarán la extensión, las responsabilidades y el número de personas implicadas en el proyecto. Dependerá pues, básicamente, de que la producción sea profesional o doméstica.
Acogiéndonos a la producción profesional, el equipo que compondría un proyecto de tal envergadura estaría compuesto por las siguientes personas:
- Productor General. Es el encargado y responsable de todo el equipo que lo conforma.
- Productor Ejecutivo. Es quien aporta o consigue el capital, organiza y controla el proyecto. Puede ser tanto una empresa como una persona.
- Productor. Es el máximo responsable de la organización técnica y de la administración del dinero. Puede darse el caso de que sea el propio gestor del proyecto o un ejecutivo que la empresa coloca como representante suyo.
- Coproductor. Ejecutivo que representa a otras empresas que se asocian en la producción del proyecto.
- Productor asociado. Empresa o persona que aporta capital a la producción con el fin obtener una ganancia. Generalmente no interviene en el proceso productivo.
- Director de producción. Es el delegado del productor ejecutivo, cuando una producción adquiere tal envergadura que lo requiere. Puede asumir la gestión administrativa.
- Jefe de producción. Es el responsable de la etapa de rodaje.
- Ayudantes de producción. Se encargan de mantener los contactos con el equipo para solventar los problemas y hacerse cargo de las necesidades de los diferentes departamentos de trabajo.
- Secretario de producción. Ejecuta las labores burocráticas propias de la producción.
- Auxiliares de producción. Se ocupan de proveer las necesidades urgentes que surgen durante la grabación.
- Secretario de administración. Ejecuta las labores burocráticas propias de la administración y de la contabilidad.
- Contable. Responsable de la administración y de la contabilidad diaria de la producción. Se encarga de pagar a los proveedores y al personal.
- Asistentes y enlaces de grabación en exteriores. Son personas (preferentemente de la población o localización dónde tendrá lugar la grabación) que se contratan por su conocimiento del entorno para la resolución de los problemas que puedan surgir durante el trabajo.

## Fases de la producción
La producción de un proyecto audiovisual requiere de 3 fases para editar, sus realizaciones son las siguientes:

### Preconcepción
La preproducción es la fase más importante del proceso de producción, aunque es un proceso totalmente independiente del siguiente, que es la producción como tal. Comprende desde el momento en el que nace la idea hasta que empieza la grabación. El mayor esfuerzo productivo se realiza en esta fase. El equipo de producción atenderá a la resolución de los problemas que planteen las personas y los medios precisos para la realización del programa.
1. Supervisión y corrección del guion técnico, del que se distribuirán copias a los miembros del equipo técnico y artístico, así como al resto de personas que precisen de información sobre el mismo.
2. Creación del guion gráfico, para tener una guía que sirva para seguir la estructura de la producción antes de filmarse.
3. Selección de lugares donde se llevará a cabo la grabación (según las indicaciones del guion técnico y gráfico, el equipo de producción seleccionará los lugares donde se llevará a cabo la grabación).
4. Tramitación de permisos para evitar posibles problemas durante o después del rodaje. Ej: Permisos para usar escenarios y localizaciones, permisos pertinentes para poder hacer uso de determinadas piezas musicales que poseen copyright), etc.
5. Contratación de equipos técnicos, artísticos, de edición, de vestuario, de maquillaje, etc. con los que se contará durante la realización del programa.
Por otra parte, los equipos de producción y realización deberán elaborar una serie de listas en las que se detalle con la mayor exactitud posible las necesidades de atrezo y mobiliario. En definitiva, en esas listas se precisará qué personas, materiales y medios serán necesarios en cada momento de la grabación. Todo el material previamente citado, será de vital ayuda para que el equipo de producción pueda visualizar el volumen de trabajo a desarrollar. El final de la fase de preproducción se resume en la confección de un plan de trabajo en el que quedará programado las actividades que día a día se deberán efectuar para ajustarse a las previsiones del equipo de producción. Normalmente, el plan de trabajo incluye una serie de formularios que recogen toda la estructura administrativa del producto audiovisual.

#### Guion literario
El guion literario es el primer elemento de trabajo de cualquier producción puesto que nos explica qué sucede, cómo es eso que vemos, cómo se nos muestra y qué podemos escuchar. Por lo tanto, aquello que podamos leer en un guion ya nos describe bastante qué forma tendrá la narración audiovisual. 
El guion literario da forma al argumento, configura el contenido de la película y determina bastante la estética de esta. A partir de esta se puede empezar a organizar toda la fase de preproducción. Se estructura por secuencias, convenientemente numeradas y colocadas una detrás de la otra, cronológicamente. En el inicio de cada secuencia se indica dónde sucede la acción, si es un espacio interior o exterior y también se puede especificar el momento del día, si es por la mañana, al mediodía, por la tarde o por la noche. De cada secuencia se describe lo que sucede y lo que podemos escuchar. Esta información puede presentarse de diversas formas, son muchas las formas de escritura a través de las cuales un guion nos explica lo que sucede en una historia. A veces las descripciones de los planos que se ven en una película son muy precisas, en otras se detalla mucho más la acción que los personajes desarrollan o se describen las características espaciales. 
En todos los casos, la narración nos debe permitir imaginarnos la historia a través de imágenes y sonidos.

#### Guion técnico
El guion técnico se hace a partir del guion literario. Es la transcripción escrita de las imágenes y los sonidos tal como aparecen después en la pantalla. Determina exactamente cómo se debe grabar cada una de las secuencias de una película o de aquello que veremos en la pantalla. 
Dentro del guion técnico se hace un desglose de los planos de cada secuencia, especifica el comportamiento de los actores y de la cámara, se detallan elementos técnicos como la iluminación u otros efectos, y se concreta la banda sonora en relación con diferentes planos.
Hay varios sistemas de construcción de un guion técnico. De hecho, no es importante el formato, sino que se recojan todas las indicaciones que hay que considerar en el momento de la planificación, ejecución y montaje. 
- Los planos: cada una de las secuencias del guion literario se especifica con planos, se debe detallar cada uno de los planos que se filmaran, colocándolos correlativamente respecto al orden en el cual aparecen y de forma numerada.
- Localización y elementos temporales: se deben detallar las condiciones de rodaje, si el espacio es interior o exterior y qué momento del día es.
- La cámara: se ha de precisar la posición de la cámara, el objetivo que se debe emplear, el punto de vista de la toma, el movimiento que tiene que adoptar y otros detalles que conformaran el encuadre, el fuera de campo, etc.
- La acción: se debe describir sintéticamente el desarrollo de cada uno de los planos, especificando el movimiento interno del personaje y el externo de la cámara con los desplazamientos concretos.
- Banda sonora: se indican los componentes habituales (diálogos, música y efectos sonoros y ambientales).

#### Guion gráfico
El guion técnico desencadena en el Storyboard o guion gráfico. Este es la representación ilustrada del guion y está formado por un conjunto de dibujos que agrupados forman viñetas que representan las secuencias o incluso los planos de un texto audiovisual. Hay que aclarar que estas viñetas pueden realizarse de manera autónoma o se pueden colocar dentro del guion técnico como especificaciones de los planos que este expresa. 
Los guiones ilustrados son singularmente prácticos cuando las secuencias conllevan acciones complicadas, se trata de producciones publicitarias o en el caso de los dibujos animados. Actualmente, muchos Storyboards se hacen con herramientas informáticas, para facilitar el trabajo manual que hay detrás de estos dibujos. 
A veces el Storyboard se confunde con el cómic, pero hay una serie de normas que diferencian estos modelos. Para empezar el guion ilustrado tiene todas las viñetas del mismo tamaño, mientras que el cómic puede variar sus dimensiones. En segundo lugar, el guion ilustrado nunca incluye globos con diálogos o onomatopeyas, ya que todas las aclaraciones de las escenas o planos como por ejemplo la música o los movimientos de cámara, es decir aspectos que la preproducción no puede controlar, se encuentran fuera de las viñeta como indicaciones. Por otra parte, las viñetas pueden indicar el movimiento de algunos elementos de la escena que se quiere reproducir en la producción, mediante flechas. 
Algo importante es el hecho de que no hay ninguna cláusula que diga que los dibujos de un guion ilustrado deben ser de una manera en concreto, así afirmando que cualquier material visual que pueda transmitir las ideas que el autor quiere expresar es válido, por tanto encontramos una gran diversidad de Storyboards, algunos formados por recortes de revistas, fotografías o incluso dibujos muy básicos. Con todo, cada viñeta tiene que contener la siguiente información:
- Número y título de la escena.
- Número del plan dentro de la escena.
- Breve descripción del audio
- Observaciones técnicas (si hace falta).
- Transiciones entre planes.

### Producción y rodaje
Es la puesta en práctica de todas las ideas pensadas en la fase de preproducción. Una mala planificación supondría un gasto importante de tiempo y capital. En esta etapa de la producción se incorporan el equipo de cámaras, los técnicos de sonido, el equipo de dirección artística y decoración, los iluminadores, etc. El trabajo que se efectúa en esta fase queda recogido en la orden de trabajo diaria, que se materializa en datos reales en el parte de producción. La jornada de trabajo finaliza con el visionado del material grabado y la preparación del día siguiente.

### Postproducción
El proceso de postproducción es totalmente independiente al de la Pre y la Producción. Incluso pueden hacerlo empresas diferentes. En Colombia, por ejemplo, se rigen como dos actividades económicas diferentes, enmarcadas en dos Códigos Industriales Internacionales Uniformes diferentes. Consiste en la selección del material grabado. De esta forma se eligen las tomas que servirán para la edición y montaje de la obra. La producción se encarga en esta última fase de la obtención del producto final, es decir, el máster de grabación a partir del que se procederá al proceso de copia. Para ello debe asegurarse de que se respeten los plazos de postproducción de la imagen, así como controlar el alquiler de las salas de edición y sonorización, supervisar el trabajo de doblaje y el grafismo electrónico.
Este proceso consiste en la manipulación de material digital o analógico. Es utilizado principalmente en el cine, aunque también es fundamental en la televisión, publicidad, música o radio. Esta etapa aglutina un conjunto de procesos que se aplican al material grabado, como por ejemplo el montaje, el subtitulado, la voz en off, los efectos especiales, el retoque de color, etc.
Otra de las tareas de la postproducción audiovisual es la realización de gráficos en movimiento, los cuales nos pueden servir como entrada o salida de nuestro video, o la colocación del logotipo si por ejemplo estamos realizando un video corporativo para empresas. Si el proyecto que se ha llevado a cabo es una película, un cortometraje o un programa de televisión, también se tendrían que realizar títulos de crédito, así como los letreros necesarios para informar sobre el que se está viendo a la pantalla. Se distinguen dos tipos de postproducción: la de video y la de audio.
Algo que se tiene que tener en cuenta a la fase de postproducción es el sonido, este tiene que ser óptimo, puesto que nunca se obtendrá una buena pieza audiovisual si alguno de los dos elementos (el sonido y la imagen) no son buenos.
Otro aspecto importante son las transiciones, podemos añadir fundiciones en negro o encadenados entre imágenes para simbolizar elipsis temporales o para acabar y/o empezar nuestro producto audiovisual. Se trata, por lo tanto, de recursos narrativos. También hay que introducir transiciones de audio.
Si se quiere reforzar ciertos valores narrativos, la música puede ser un elemento muy útil en el montaje. Muchas veces esta funciona como un potenciador de sentimientos y puede dar valores que a la imagen restaban ocultos. A la práctica, si tenemos un personaje solo y le ponemos una música triste, nos parecerá que el personaje está triste, aunque la expresión de su cara no sea demasiado significativa. Si, por el contrario, le ponemos una música alegre, aquella escena tomará otro aire y parecerá que este esté contento.
La corrección de color es conseguir que la parte visual del video se vea correctamente y con la mejor calidad de color posible, es decir, suficiente brillantez y contraste. A pesar de que en el momento de grabación se haya calibrado la cámara, hay que perfeccionar la imagen utilizando un efecto de corrección de color para obtener un resultado más profesional. La parte más importante de la corrección del color es el hecho que entre escena y escena haya homogeneidad, es decir, que se vean con los mismos tonos de brillantez, color, contraste, etc., y no se aprecie el cambio de escena o clip.

### Exportación
Una vez acabada la posproducción audiovisual se debe exportar el video para obtener el producto final que permitirá consumirlo como elemento independiente y reproducible a través de otras aplicaciones, ya sea móvil, televisión, internet, etc. De aquí nace esta fase final: la exportación. 
En el renderizado final se determinan valores como la compresión o el formato del video que escogemos, la cual cosa dependerá del medio en el cual se va a reproducir, ya que no es lo mismo renderizar el video para una web que para televisión, o realizar una compresión para dispositivos móviles, que un DVD interactivo en el cual debemos incluir, incluso, un menú, es decir, desarrollar un mapa de navegación que nos permita navegar por el proyecto. Por ello es importante plantear estos aspectos en la fase de preproducción al margen de los costes que puede implicar una opción u otra.

## Producción de videoclips
Un clip de vídeo es una pieza corta de vídeo que difiere de un cortometraje en medida de que es mucho más corto y no necesariamente conlleva a un proceso de edición.

### Vídeo Clips Musicales
Incorpora elementos del vídeo experimental, el videoarte y la animación de forma comercialmente viable. “El videoclip musical es una creación audiovisual de vocación cinematográfica surgida al calor del mundo contemporáneo... un testigo excepcional de las expectativas e inquietudes de las subculturas y tribus urbanas" (Sánchez, 1996, p. 566). El primer vídeo musical fue creado por The Beatles, debido a su apretada agenda. (1966) . El vídeo musical que causó más impacto en la gente fue cuando Michael Jackson lanzó su videoclip Thriller, por su larga duración y cuidada técnica cinematográfica en 1983.

#### Tipos de vídeoclip musical
- Narrativo: a veces el cantante es el protagonista de la historia, mientras canta o baila.
- Descriptivo: no albergan ningún programa narrativo en sus imágenes, sino que más bien se realiza un performance del grupo/cantante.
- Descriptivo narrativo: es una mezcla de los dos anteriores. En ellos suele existir un nivel con la historia, y otro nivel en el que se representa al cantante o grupo musical en situación de actuación, en modos variados de escenario.

### Vídeo corporativo
Un vídeo corporativo , destacando la capacidad y los valores positivos más importantes que marcan la diferencia de la compañía con respecto a la competencia más próxima. Se trata de la pieza de comunicación social y empresarial más impactante que puede tener una institución o empresa, ya que combina el poder de la música y la palabra hablada en sincronía con las imágenes en movimiento, fotografías y títulos.

## Estudios
Los estudios a realizar para poder dedicarse al sector de la Producción Audiovisual en España son:
- Grado en Comunicación Audiovisual. La Comunicación Audiovisual es un conjunto de disciplinas modernas que ofrecen una formación global a los profesionales de la comunicación audiovisual, desde el cine hasta los nuevos medios de comunicación, multimedia, Internet y espacios virtuales, con aplicación en los tres ámbitos propios de la profesión: creación, gestión, y análisis y crítica. Mientras que para los comunicadores tradicionales el campo laboral es relativamente limitado, para el comunicador audiovisual, las oportunidades son más plurales.
- Grado en Medios Audiovisuales. El grado de Medios Audiovisuales pretende formar a profesionales de la industria audiovisual en la creación, gestión y realización de productos audiovisuales lineales e interactivos para ser difundidos en entornos multiplataforma: directo, radio, TV, Internet, medios interactivos. El objetivo del grado es capacitar a los alumnos en el uso de técnicas, tecnologías y procesos para la producción de contenidos audiovisuales, liderando o formando parte de equipos multidisciplinales con el objetivo de crear, diseñar, producir, realizar, dar viabilidad económica y difundir productos audiovisuales destinados a la información, el ocio y la educación.